# Verdun de Garona
Verdun de Garona (en francès Verdun-sur-Garonne) és un municipi francès situat al departament de Tarn i Garona i a la regió d'Occitània.

## Demografia
| 1962                                       | 1968  | 1975  | 1982  | 1990  | 1999  | 2010  | 2013  |
| ------------------------------------------ | ----- | ----- | ----- | ----- | ----- | ----- | ----- |
| 2.264                                      | 2.370 | 2.353 | 2.510 | 2.872 | 3.067 | 3.910 | 4.537 |
| Des de 1962: població sense dobles comptes |       |       |       |       |       |       |       |

## Administració
| Període | Identitat   | Partit |
| ------- | ----------- | ------ |
| 2001-   | Denis Roger | PRG    |

## Monuments

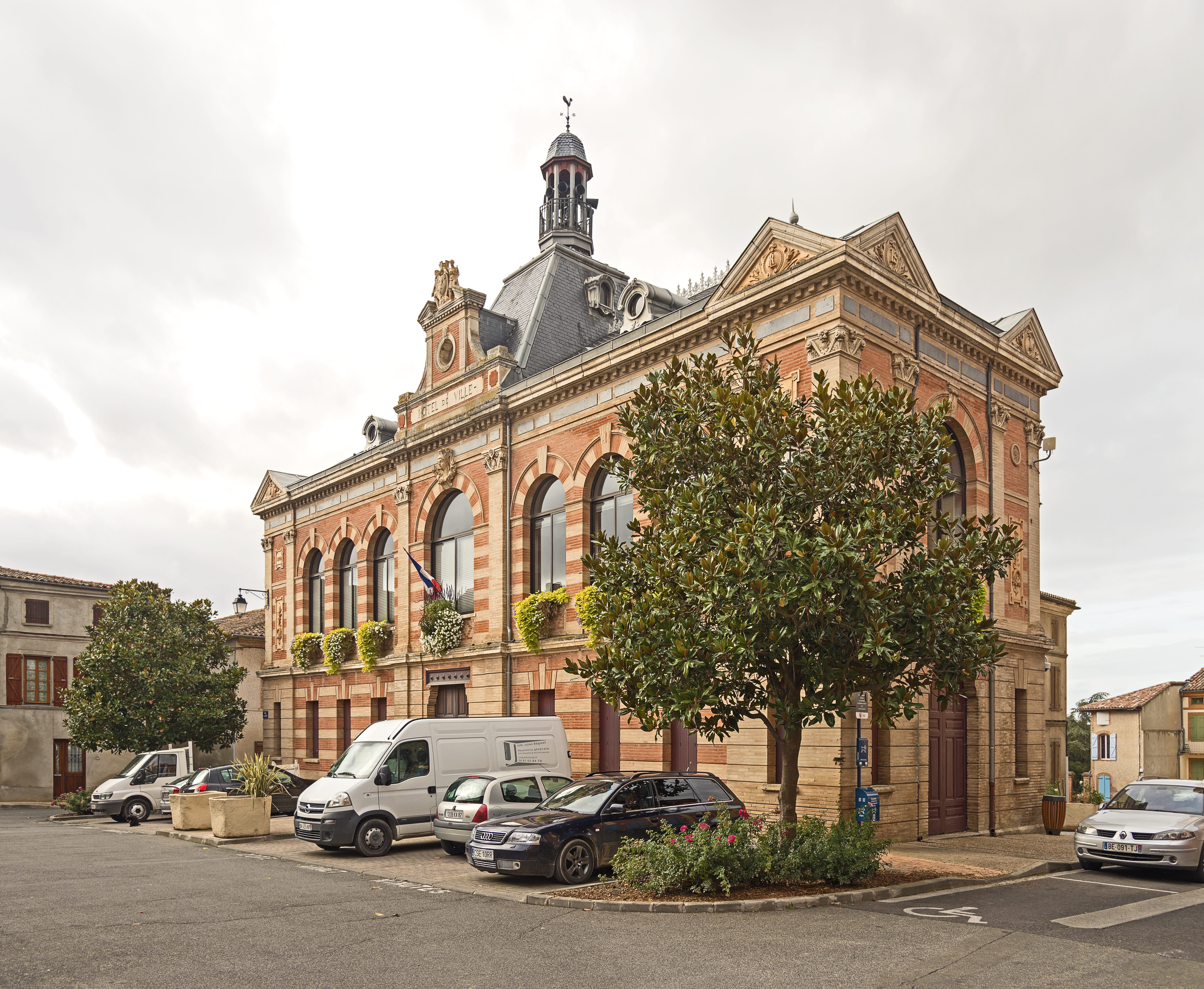
Ajuntament
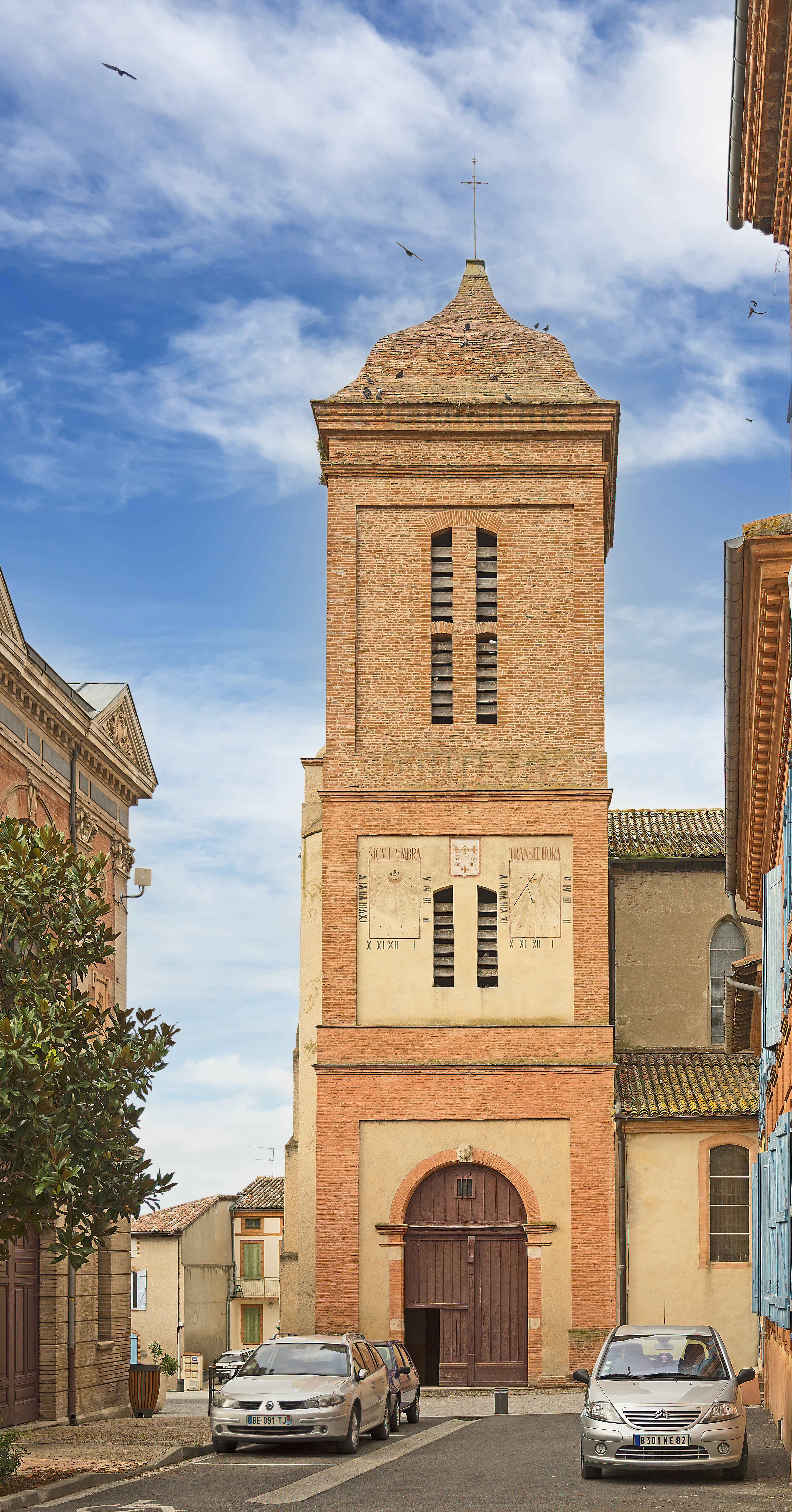
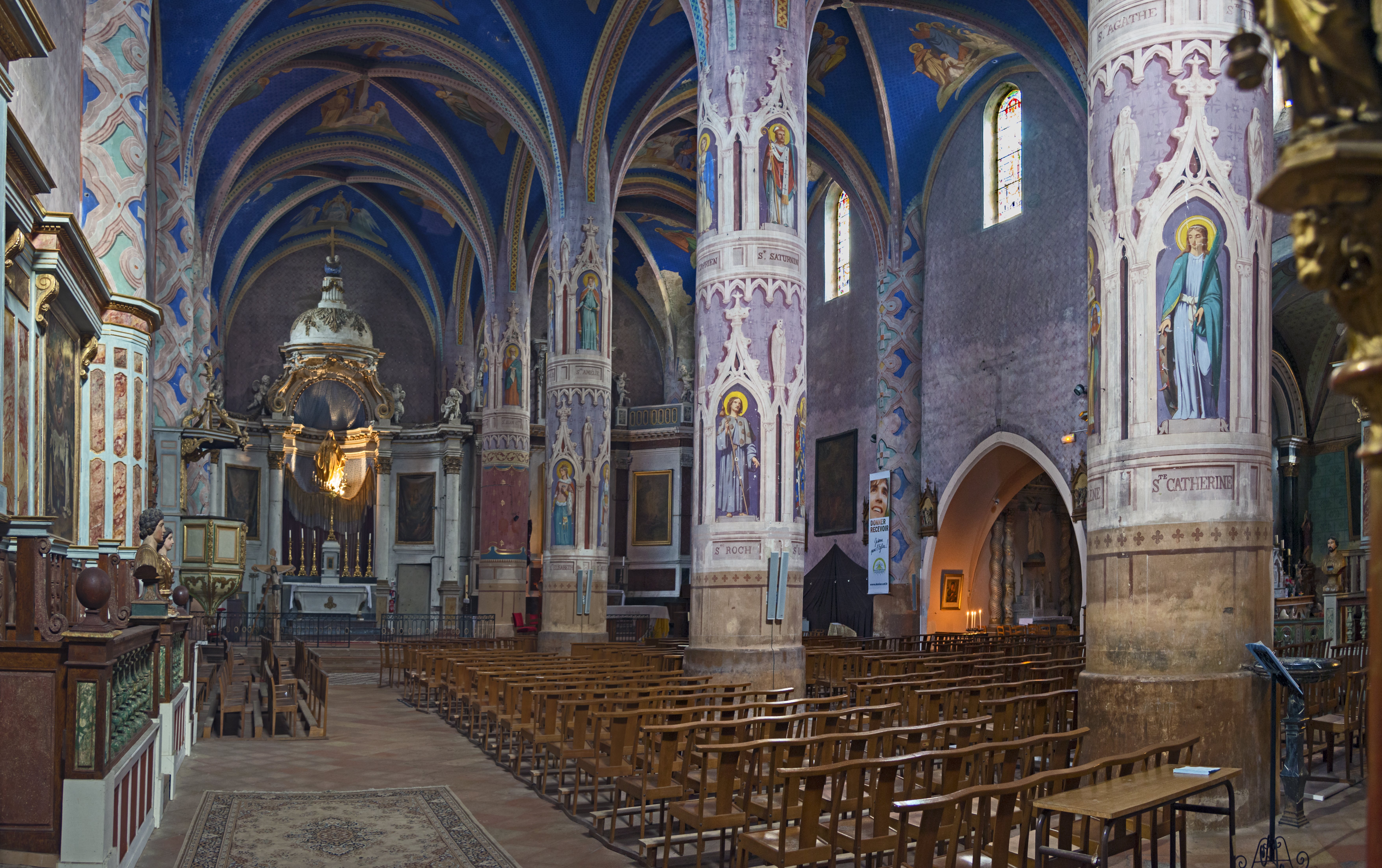
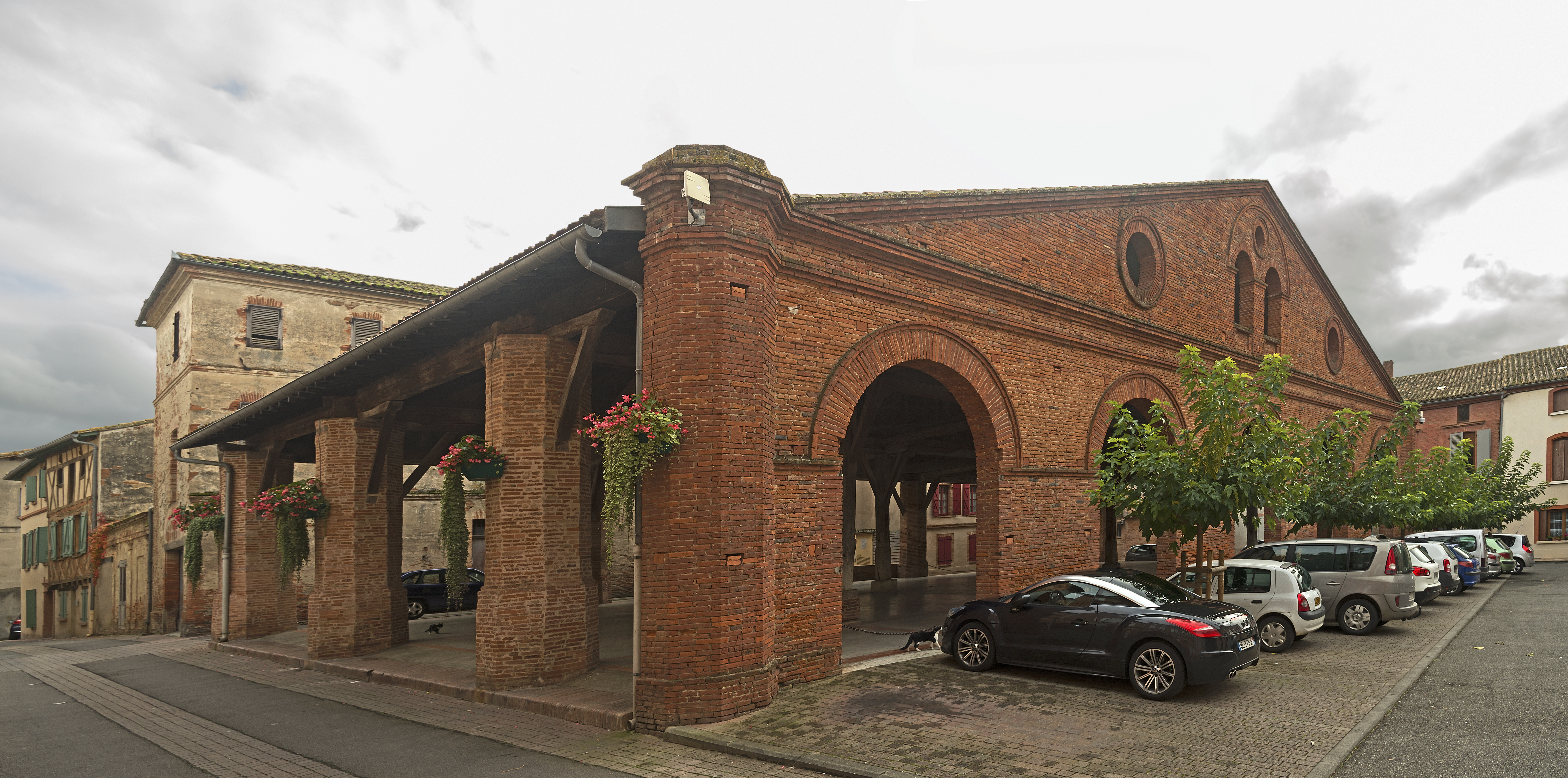